# リチャードソン・ハイウェイ

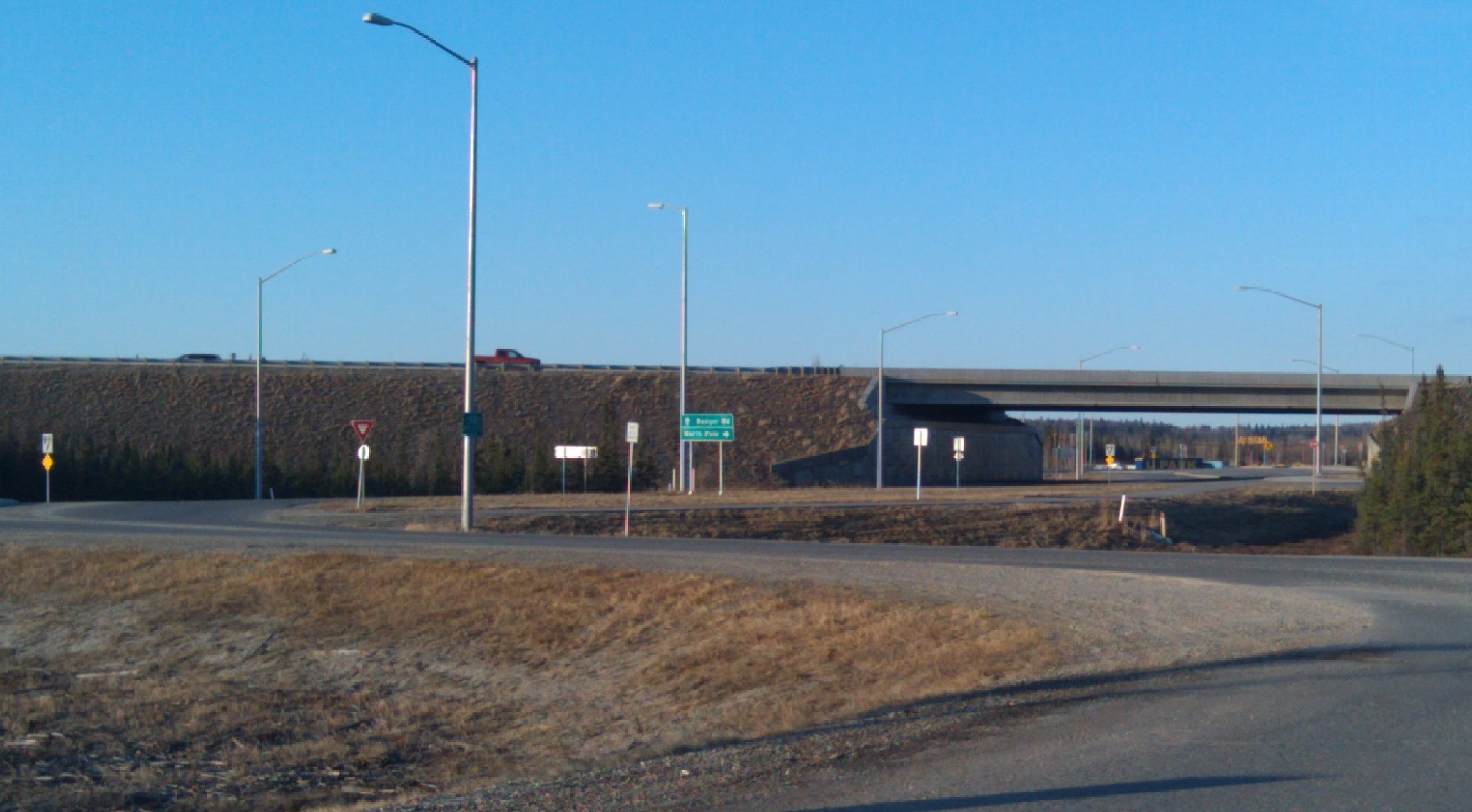
フェアバンクスの出入口

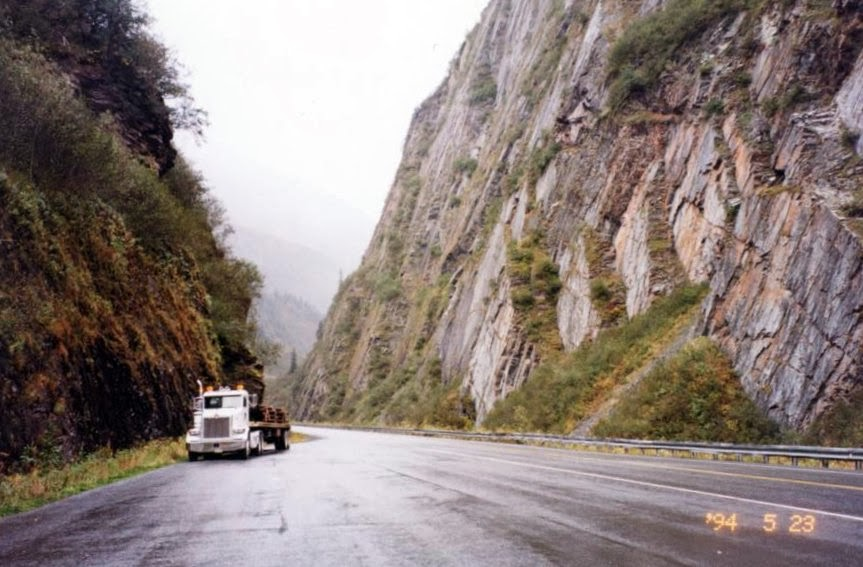
バルディーズすぐ北のチュガッチ山脈中のキーストーン渓谷（Keystone Canyon）

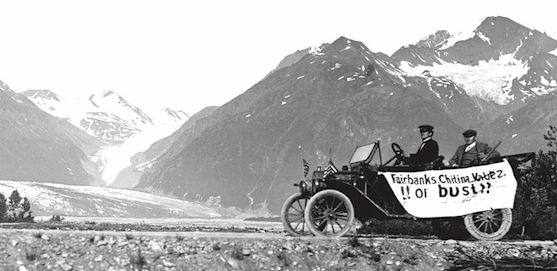
このハイウェイを通る最初の車（1913年）

リチャードソン・ハイウェイ（英語: Richardson Highway）は、米国アラスカ州にある全長562km（368マイル）のハイウェイで、バルディーズから北のフェアバンクスを結んでいる。バルディーズからデルタ・ジャンクションまではアラスカ州道4号線、そこからフェアバンクスまではアラスカ州道2号線と表記されている。また、グレン・ハイウェイとトック・カットオフの間のアラスカ州道1号線の区間を結んでいる。
リチャードソン・ハイウェイはアラスカで最初に建設された主要道路である。また、1973年から1977年にかけて建設されたトランス・アラスカ・パイプラインは、フェアバンクスからバルディーズまでは、このハイウェイとほぼ平行している。

## 参照項目
- アラスカ州の交通
- バルディーズの交通
- フェアバンクスの交通